# 투로프 공국
투로프 공국(벨라루스어: Тураўскае княства), 나중에 투로프-핀스크 공국(벨라루스어: Турава-Пінскае княства)는 오늘날 벨라루스와 우크라이나 북부 지역에 위치한 중세 키예프 루스의 공국으로, 투로프 루스로도 알려져 있다. 투로프 공들은 종종 10세기와 11세기 초에 대공으로 즉위했다. 수도는 투로프였으며, 다른 중요한 도시로는 핀스크, 마지르, 슬루츠크, 루츠크, 브레스트, 볼로디미르 등이 있다.
12세기까지 공국은 키예프와 볼히니아 공국과 매우 밀접한 관련이 있었다. 이후 몽골의 침공까지 짧은 기간 동안 갈리치아-볼히니아 왕국에 합병되면서 넓은 자치권을 누렸다. 14세기에는 리투아니아 대공국의 일부가 되었다.